# BSV Cottbus-Ost
Pour les articles homonymes, voir BSV.
Maillots
Le BSV Cottbus est un club allemand de football localisé dans la ville de Cottbus dans le Brandebourg.

## Histoire

### FV Brandenburg Cottbus

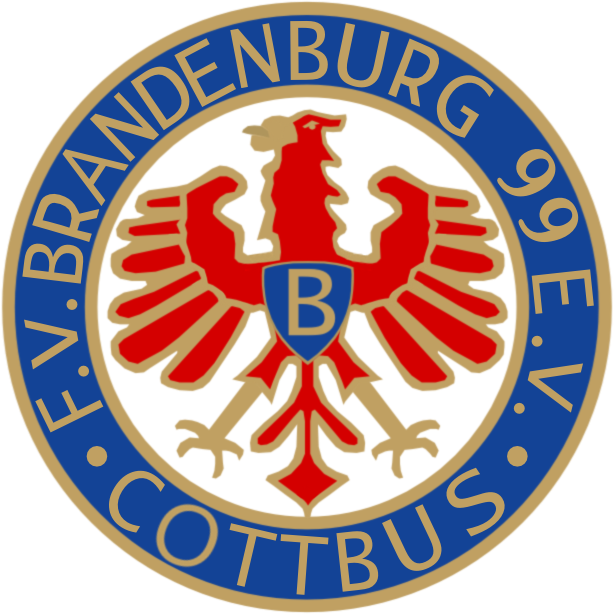
Ancien logo du FV Brandenburg Cottbus

Les racines de ce club remontent au FV Brandenburg Cottbus fondé en 1899. Celui-ci club fut un des fondateurs de la Verband Niederlausitzer Ballspiel-Vereine. En 1906, il atteignit la finale du championnat de la Südostdeutscher Fussball Verband (SOFV), mais s’inclina contre le SC Schlesien Breslau (2-3).

### Époque de la RDA

#### SG Cottbus-Ost / ZSG Textil Cottbus
En 1945, comme tous les autres clubs allemands, le FV Brandenburg Cottbus fut dissous par les Alliés (voir Directive n°23). Il fut rapidement reconstitué sous le nom de SG Cottbus-Ost.
En 1948, le club s’imposa contre le SG Grube Marga puis le SG Eberswalde-Nord pour atteindre la finale du Brandenburgische Meisterschaft. Il la remporta (1-0) contre le SG Babelsberg. Cela permit au SG Cottbus-Ost de se qualifier pour l’ Ostzonenmeisterschaft, où il fut battu, en Quarts de finale, par le SG Weimar-Ost (0-1, après prolongation).
L’année suivante, le SG Cottbus-Ost perdit (0-2) la finale de la Landesliga Brandenburg contre le ZSG Grossräschen. À cause de cela, il ne fut pas qualifié pour la DDR-Oberliga et devint au lieu de cela un des fondateurs de la DDR-Liga, la Division 2 est-allemande.
Brièvement renommé Rot-Weiss Cottbus, le club joua sa première saison de DDR-Liga sous l’appellation Zentrale Sportgemeinschaft Textil Cottbus ou ZSG Textil Cottbus.

#### BSG Fortschritt Cottbus
À partir de 1952, le cercle fut rebaptisé BSG Fortschritt Cottbus. La même année, il fut relégué vers la Bezirksliga Cottbus, dont il fut un des fondateurs, puisqu’il s’agissait d’une des 15 ligues créées, à ce moment-là, au 3e niveau de la hiérarchie est-allemande.
Le cercle retrouva alors différente équipes de la localité de Cottbus: Lokomotive Cottbus, Vorwärts Cottbus, ou Energie Cottbus.
Sans grand soutien financier, ni appui politique, le BSG Fortschritt Cottbus oscilla entre le 3e et le 4e niveau.
Relégué en Bezirksklasse en 1953, il remonta deux ans plus tard. Il redescendit en 1957 pour remonter au bout d’un an.
Il séjourna alors en Bezirksliga Cottbus jusqu’en 1964 et ne revint qu’en 1968 mais pour une seule saison seulement.
Par la suite, le club ne dépassa plus le 4e niveau.

### BSV Cottbus-Ost
Après la iréunification allemande, le club fut renommé BSV Cottbus-Ost.
Il dégringola ensuite rapidement les échelons et évolue de nos jours en 1. Kreisklasse Niederlausitz, soit au 12e niveau de la hiérarchie de la DFB.

## Localisation

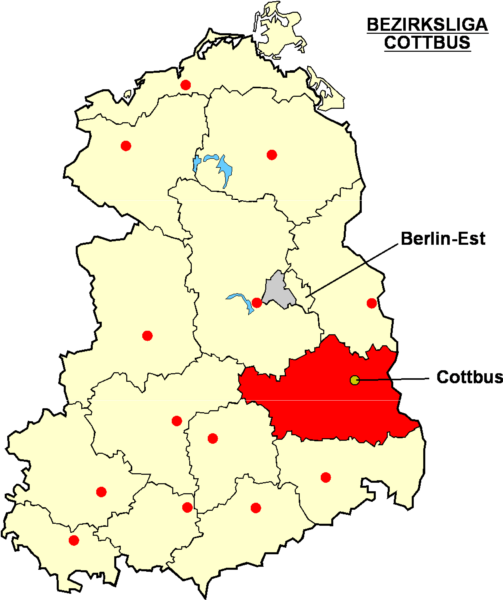
Localisation de Cottbus dans la Bezirksliga Cottbus

## Personnalités
- Erwin Helmchen
- Johannes Schöne
- Karl-Heinz Wohlfahrt